# Distretto di Mueang Surat Thani
Mueang Surat Thani o Amphoe Bandon è un distretto (Amphoe) nel nord della provincia di Surat Thani, Thailandia del sud.

## Geografia fisica
Il distretto si trova presso la foce del fiume Tapi nella baia di Bandon, Golfo del Siam. Confina con gli amphoe di Kanchanadit, Ban Na San, Ban Na Doem e Phunphin.
A est del distretto, il fiume Thathong segna il confine naturale col distretto di Kanchanadit, mentre il confine con quello di Phunphin è parzialmente segnato dal braccio occidentale del fiume Tapi. Nella parte centrale del distretto vi è il piccolo lago Khun Thale.
La palude Khun Thale a sud del distretto è la fonte di due brevi corsi d'acqua che si snodano attraverso il distretto, Khlong Makham Tia e Khlong Tha Kup.

## Storia
Il distretto è stato istituito nel 1897 quando le Mueang Chaiya e Kanchanadit sono state fuse in una sola provincia, denominata Chaiya, che aveva il suo centro amministrativo nella città di Ban Don. Il distretto è stato successivamente chiamato semplicemente Mueang. Nel 1915 il distretto è stata rinominato Surat Thani, per poi essere rinominato, nel 1917,  Ban Don (บ้าน ดอน). Nel 1938 il distretto assunse la sua denominazione attuale.

## Amministrazione
Il distretto è suddiviso in 11 sottodistretti (tambon), che sono ulteriormente suddivisi in 70 villaggi (muban). Al suo interno si trova Surat Thani, sede delle istituzioni provinciali, una città maggiore della Thailandia (thesaban nakhon) che occupa per intero i tambon Talat e Bang Kung, e parti dei tambon Khlong Chanak, Bang Chana, Bang Bai Mai e Makham Tia. I territori dei tambon di Wat Pradu e Khun Thale sono entrambi occupati dalle rispettive ed omonime città minori (thesaban mueang).
| \| No. \| Nome \| Tailandese \| Villaggi \| Ab.[5] \| \| --- \| ------------- \| ---------- \| -------- \| ------ \| \| 1. \| Talat \| ตลาด \| - \| 29,112 \| \| 2. \| Makham Tia \| มะขามเตี้ย \| 8 \| 70,974 \| \| 3. \| Wat Pradu \| วัดประดู่ \| 10 \| 14,675 \| \| 4. \| Khun Thale \| ขุนทะเล \| 10 \| 12,634 \| \| 5. \| Bang Bai Mai \| บางใบไม้ \| 5 \| 3,172 \| \| 6. \| Bang Chana \| บางชนะ \| 6 \| 3,128 \| \| 7. \| Khlong Noi \| คลองน้อย \| 9 \| 3,645 \| \| 8. \| Bang Sai \| บางไทร \| 4 \| 1,873 \| \| 9. \| Bang Pho \| บางโพธิ์ \| 5 \| 1,837 \| \| 10. \| Bang Kung \| บางกุ้ง \| 5 \| 26,944 \| \| 11. \| Khlong Chanak \| คลองฉนาก \| 8 \| 4,208 \| | Map of tambon |            |          |        |
| No. | Nome          | Tailandese | Villaggi | Ab.    |
| 1. | Talat         | ตลาด       | -        | 29,112 |
| 2. | Makham Tia    | มะขามเตี้ย   | 8        | 70,974 |
| 3. | Wat Pradu     | วัดประดู่     | 10       | 14,675 |
| 4. | Khun Thale    | ขุนทะเล     | 10       | 12,634 |
| 5. | Bang Bai Mai  | บางใบไม้    | 5        | 3,172  |
| 6. | Bang Chana    | บางชนะ     | 6        | 3,128  |
| 7. | Khlong Noi    | คลองน้อย    | 9        | 3,645  |
| 8. | Bang Sai      | บางไทร     | 4        | 1,873  |
| 9. | Bang Pho      | บางโพธิ์     | 5        | 1,837  |
| 10. | Bang Kung     | บางกุ้ง      | 5        | 26,944 |
| 11. | Khlong Chanak | คลองฉนาก   | 8        | 4,208  |